# Hultafors station

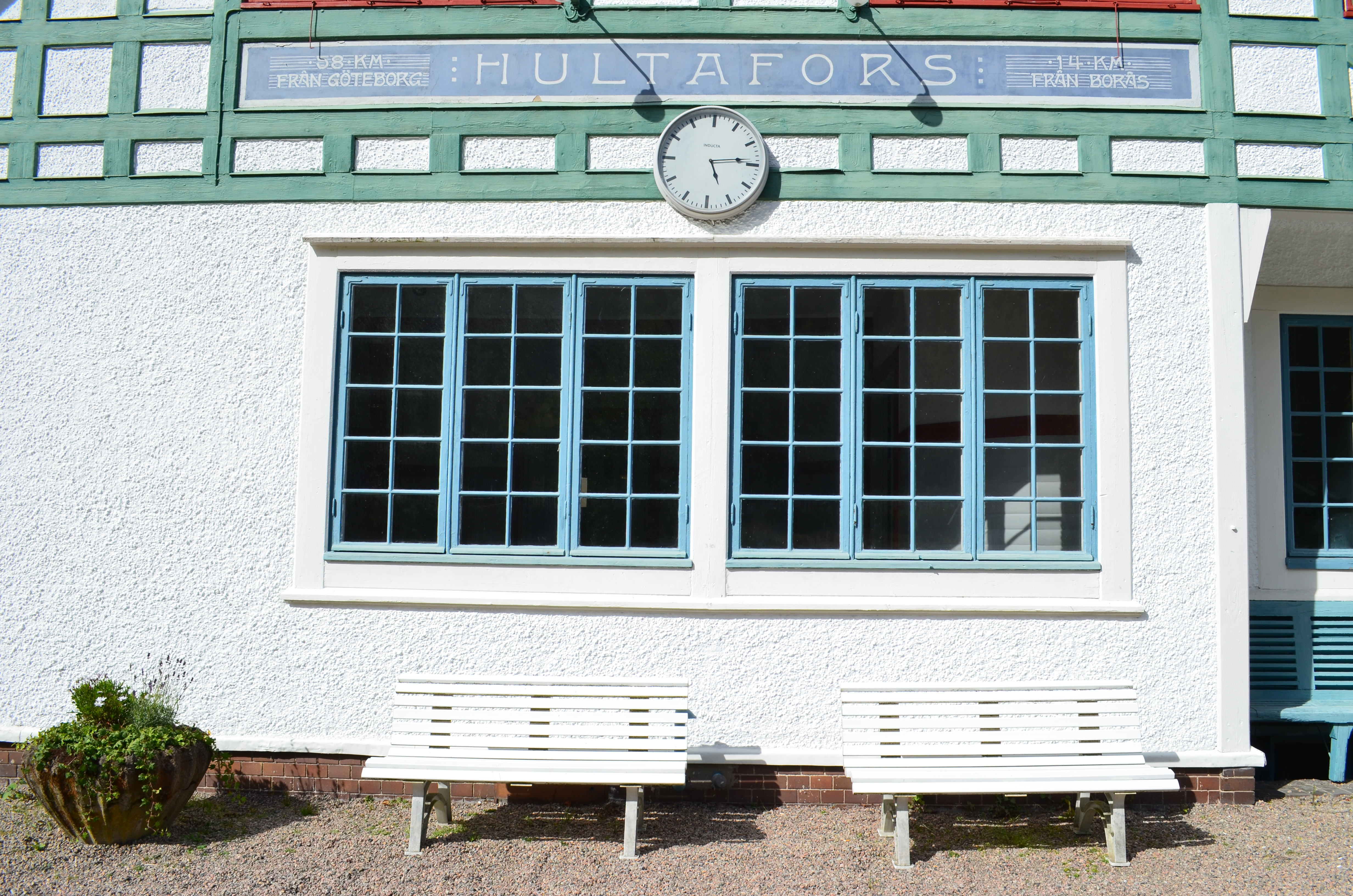
Hultafors station, detalj från södra sidan med stationsklocka och uppgifter om avståndet – 58 km från Göteborg och 14 km från Borås.

Hultafors station är en stationsbyggnad från 1909 i Bollebygds kommun vid järnvägen mellan Göteborg och Borås – Göteborg–Borås Järnväg, vilken är den västra delen av Kust till kust-banan. Den är byggnadsminne sedan 19 augusti 1991. Tågen stannar inte längre på orten och stationshuset har i flera års tid vårdats som bygdegård för en lokal förening.

## Historik
Hultafors samhälle, som ligger i östra delen av Bollebygds socken, kan sägas ha kommit till efter det att järnvägen mellan Göteborg och Borås blev klar år 1896. Stationshuset uppfördes mellan åren 1907 och 1909 efter ritningar av göteborgsarkitekten Yngve Rasmussen. Denne var verksam som praktiserande arkitekt i Göteborg. Förutom att han var upphovsman till ett antal större offentliga byggnader framförallt i Göteborg, så ritade han även flera stationshus. Utmed Göteborg–Borås-banan ritade han förutom Hultafors station även stationshuset i Hindås.
Stationshuset i Hultafors är utformat i en engelskinspirerad villastil, som inte är speciellt vanlig för denna typ av byggnad. De engelska villaidealen, vilka kan sägas ligga till grund för utformningen av stationsbyggnaden, har sina rötter i den engelska Arts and Crafts-rörelsen från slutet av 1800-talet. Arkitekturen anpassades till vardagslivets behov, till lokala material och byggnadssätt, till platsens klimat och dess natur. Detta var nya arkitekturideal, vilken snart kom att återfinnas i den svenska nationalromantiken, som blommade ut för fullt strax efter sekelskiftet 1900. Stationshuset var ursprungligen omgärdat av en mur med två ingångar. Till miljön hörde också ett afträde och ett godsmagasin.
På Hultafors station lossades och lastades bland annat vagnslaster av oxelvirke till Svenska mått- och tumstocksfabriken liksom de välkända ballebomöblerna, som skickades från Hultafors till övriga landet. Tåget drogs med hjälp av ånglok fram till 1936 då banan elektrifierades. Stationen som sedan 1900-talets början var centralpunkt i samhället med verksamheter som post- och bankväsende förlorade sin funktion i början av 1970-talet.
Stationen avbemannad från den 23 maj 1971, då godstrafiken nedlades. Från och med 16 juni 1980 indrogs även uppehållen för persontågen. Stationshuset blev efter avbemanningen personalbostad åt Hultafors Hälsocenter. År 1986 övertogs det av Hultafors intresse- och bygdegårdsförening, som nu återställta byggnaden till ursprungligt skick.

## Beskrivning
Stationshuset i Hultafors är utformat i en engelskinspirerad villastil. Byggnaden består av flera mindre byggnadskroppar, som sammanfogats till en helhet. Riksväg 40 sträcker sig norr om byggnaden och stationshuset vänder sig mot järnvägsspåren söder om byggnaden. Viaredssjön ligger öster om stationsområdet. Väster om byggnaden finns en parkeringsplats.

## Galleri

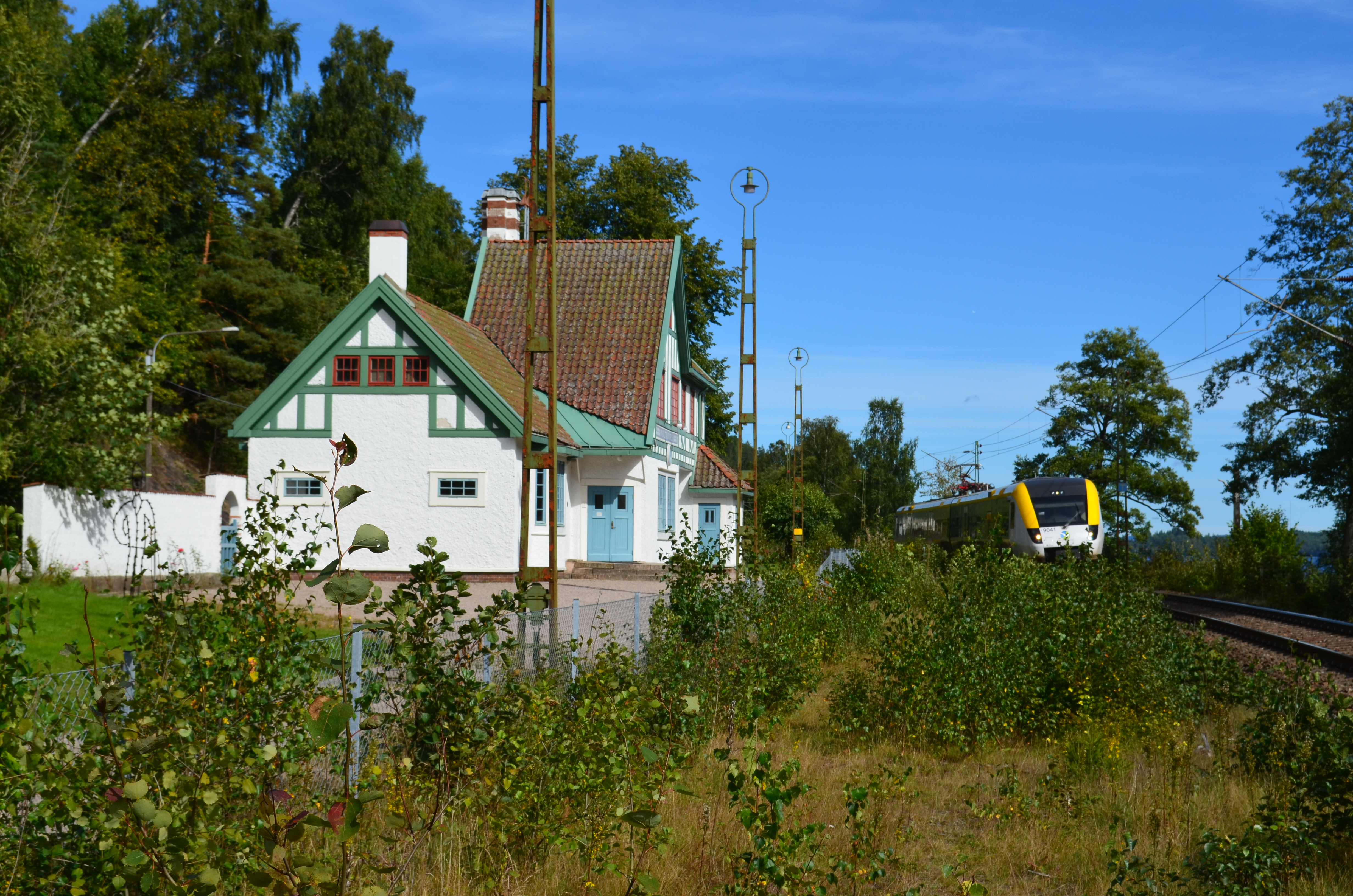
Hultafors station från väster.
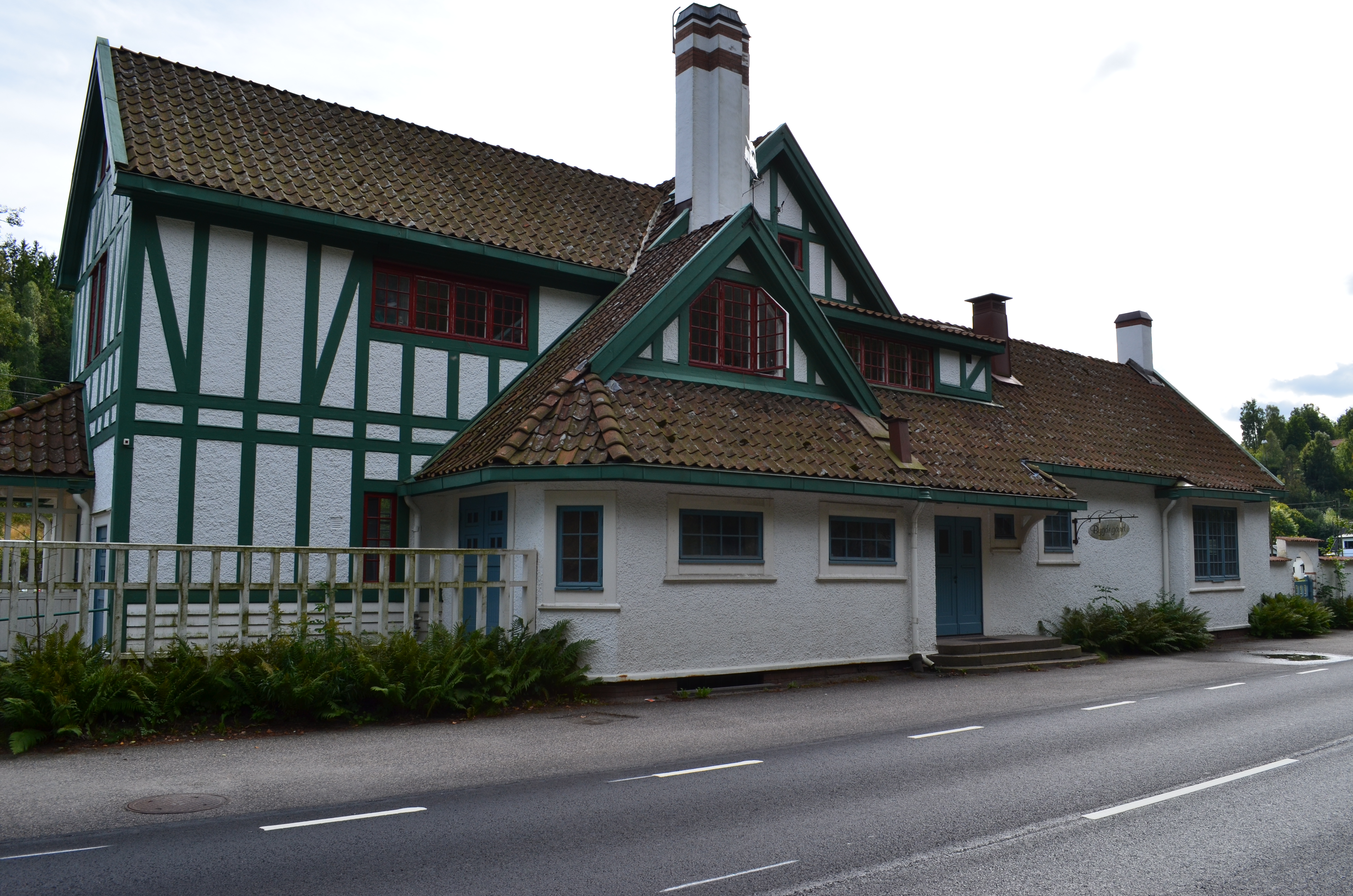
Hultafors station från nordöst.
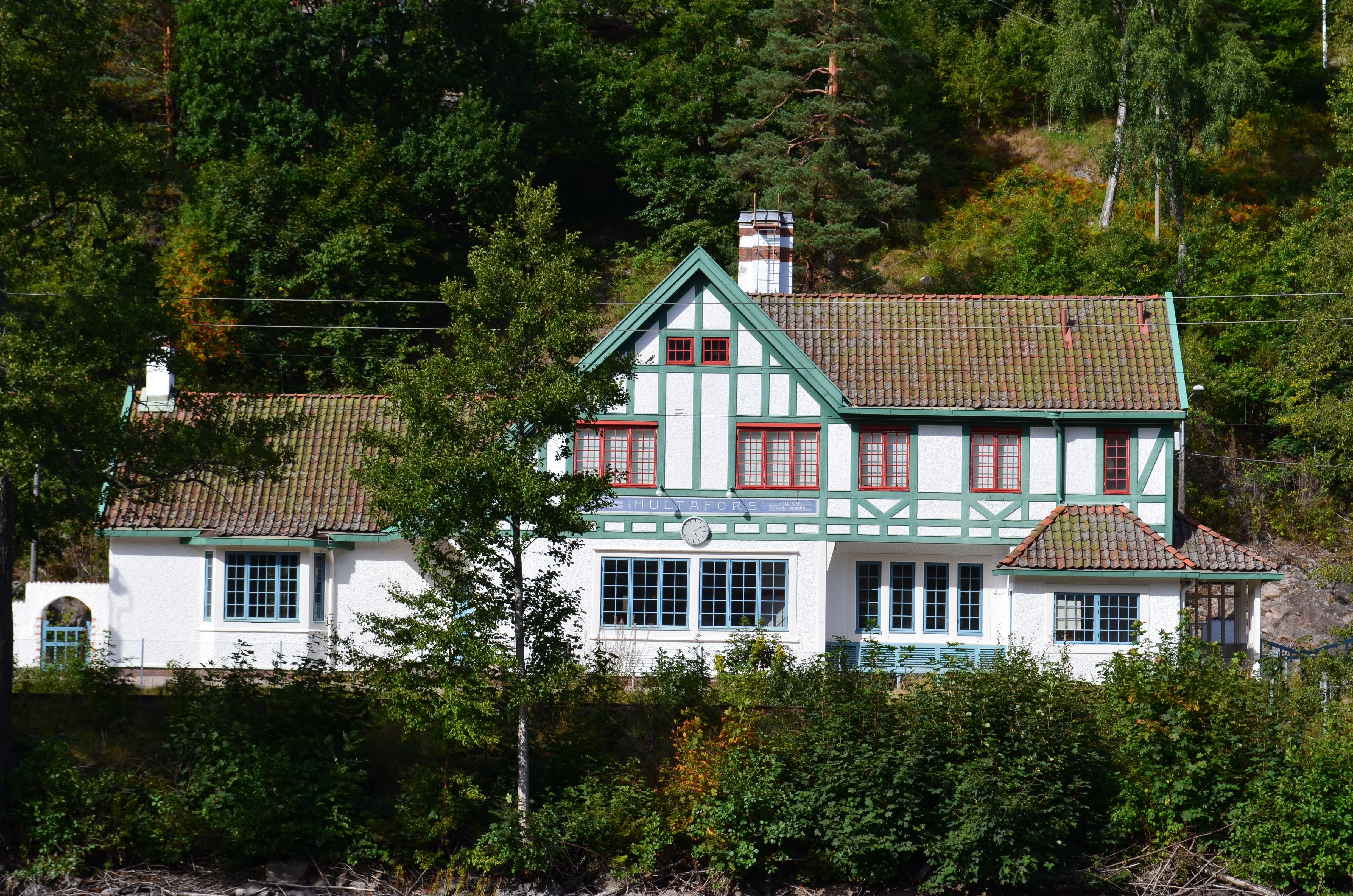
Hultafors station från söder.